# Carl Friedrich Reiche-Eisenstuck

Carl Friedrich Reiche-Eisenstuck

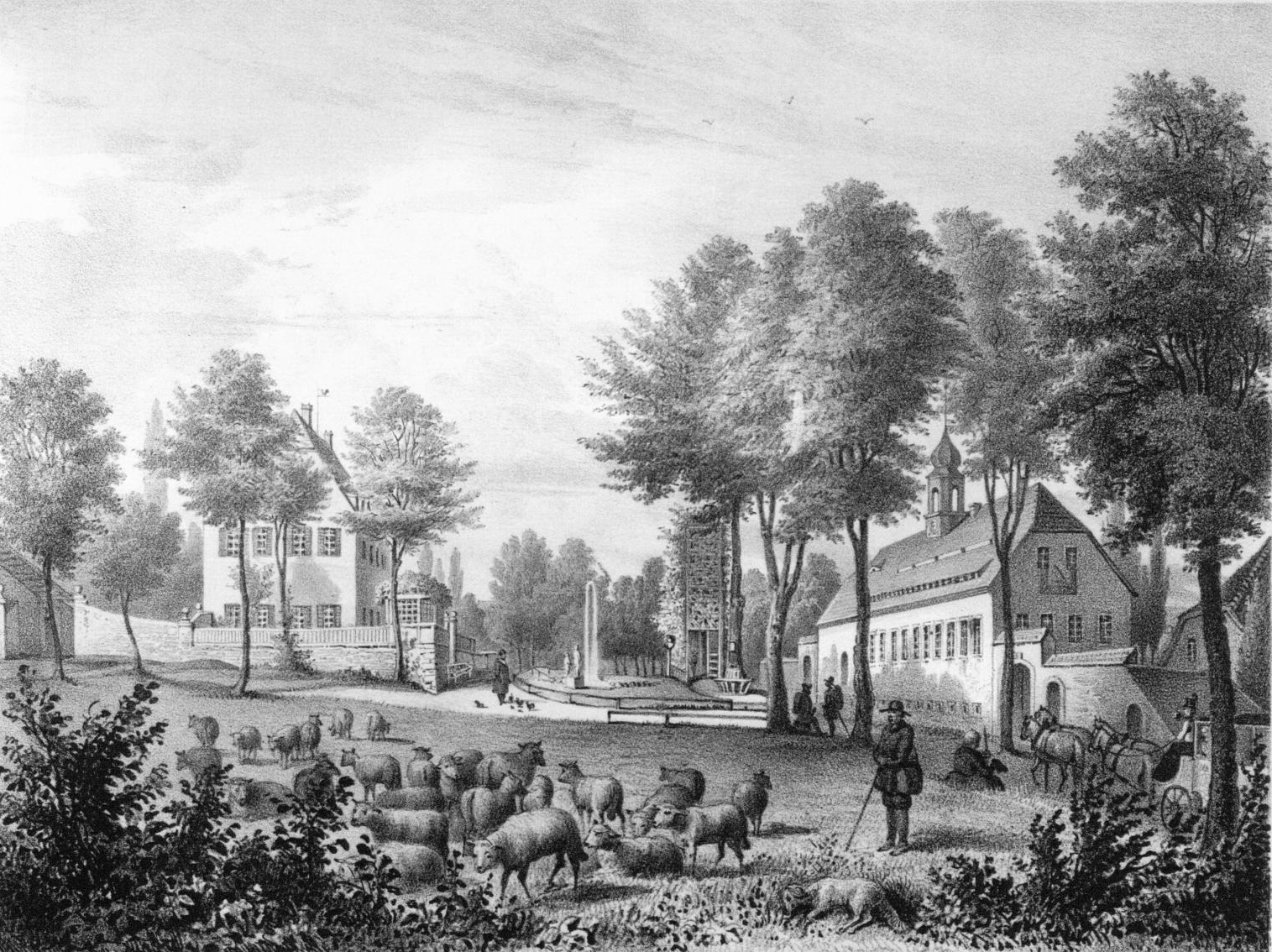
Rittergut Schönfeld (um 1860)

Carl Friedrich Reiche-Eisenstuck (* 18. Februar 1790 in Annaberg; † 2. Februar 1864 in Dresden) war ein deutscher Politiker. Er war Bürgermeister von Annaberg und Mitglied des sächsischen Landtags.

## Leben und Wirken
Der Sohn des Annaberger Postmeisters, Ratsherren und Vizestadtrichters Karl Friedrich Reiche und seiner Ehefrau Johanne Christiane Eisenstuck besuchte vor seinem Jurastudium in Wittenberg das Annaberger Lyzeum. Nach Rückkehr in seine Heimatstadt wurde er Advokat und Gerichtsdirektor der benachbarten Städte Zwönitz und Gelenau. Nach dem Tod seines Vaters 1813 übernahm er dessen Amt als Annaberger Postmeister. 1823 wurde er zum ersten Mal Ratsmitglied in Annaberg. Am Landtag 1824 nahm er für Annaberg an den Beratungen des Engeren Ausschusses der kursächsischen Landstände teil. 1825 und 1827 wurde er als Nachfolger seines Onkels Johann Christian Eisenstuck zum Annaberger Stadtrichter gewählt. 1828 wurde er zum ersten Mal Bürgermeister von Annaberg. Im darauf folgenden Jahr wurde er als 39-Jähriger von seinem Onkel adoptiert, so dass er ab diesem Zeitpunkt den Doppelnamen „Reiche-Eisenstuck“ führte. Nach dem Tod seines Onkels gelangte er durch Erbschaft u. a. in den Besitz des Ritterguts Schönfeld bei Annaberg. 
Als Annaberger Bürgermeister nahm Reiche-Eisenstuck an den letzten beiden Ständeversammlungen des Königreichs Sachsen teil, auf denen 1830 und 1831 u. a. über die Verfassung des Landes beraten wurde. Für den ersten konstitutionellen Landtag von 1833/34 wurde er von König Anton als Vertreter der Bürgermeister in die Erste Kammer berufen. Sein Amt als Bürgermeister von Annaberg, das ihm nach Einführung der sächsischen Städteordnung 1832 auf Lebenszeit bestätigt worden war, gab er am 15. Juli 1836 auf. Seinen Platz in der I. Kammer des Landtags verlor er gleichzeitig. Als Abgeordneter des 11. städtischen Wahlbezirks konnte er jedoch sogleich für den Landtag 1836/37 ein Mandat erringen. Von den Mitgliedern der II. Kammer des Landtags wurde er als Kandidat für den Posten des Kammerpräsidenten vorgeschlagen und vom König ernannt. Sein Amt als Annaberger Postmeister übergab er am 1. April 1838 an seinen Sohn. Im selben Jahr erhielt er als einer der ersten Bürgerlichen den Posten eines sächsischen Amtshauptmanns. Aus gesundheitlichen Gründen lehnte er auf dem folgenden Landtag 1839/40 eine erneute Kandidatur für das Amt des Präsidenten der II. Kammer ab.
Anschließend reüssierte er im Staatsdienst. Bis 1843 war er Amtshauptmann in Freiberg. Anschließend war er 1845 im Sächsischen Innenministerium u. a. als vortragender Rat und als Mitglied mehrerer Kommissionen (u. a. zu den Leipziger Unruhen von 1845 und der Revolution im Erzgebirge im Sommer 1848). Am 30. Juni 1849 erhielt Reiche-Eisenstuck die erbetene Entlassung aus dem Staatsdienst unter der Bedingung, dass er für besondere Aufträge weiterhin zur Verfügung stehen müsse. Fortan führte er ein Leben als Rittergutsbesitzer. 1851 wurde er zum stellvertretenden Kreisvorsitzenden der erzgebirgischen Ritterschaft gewählt und 1858 übernahm er das Ehrenamt des Friedensrichters in seinem Wohnbezirk.
Nachdem er den Landtagen der Jahre 1842/43, 1845/46 und 1847 ferngeblieben war, kehrte er 1848 als Vertreter der erzgebirgischen Rittergutsbesitzer in den sächsischen Landtag zurück. Er blieb bis zu seinem Tod Mitglied der Zweiten Kammer, obwohl er das Mandat nicht immer wahrnahm. In den letzten Lebensjahren trug er den Titel Geheimer Regierungsrat. Am 16. August 1861 wurde er zum Ehrenbürger der Stadt Annaberg ernannt.
Seit dem 17. Oktober 1834 steht auf dem Trinitatis-Friedhof das von ihm gestiftete und vom Bildhauer Franz Pettrich gestaltetes Grabmal für Barbara Uthmann.

## Werke
- Mittheilungen zu den Ereignissen 1831 in Annaberg, Annaberg 1831.
- Gesammelte Notizen zur Annaberger Stadtgeschichte vom Jahr 1696 bis 1824 (Streifzüge durch die Geschichte des oberen Erzgebirges 38), bearbeitet von Helmut Unger, Annaberg-Buchholz 2000. DNB 958845751